# Konstantin Smytzek
Konstantin Smytzek, również Smyczek (ur. 11 listopada 1832 w Sophienfeld, zm. 22 października 1894 w Głogówku) – niemiecki artysta malarz specjalizujący się w malarstwie sakralnym.

## Życiorys
Urodził się 11 listopada 1832 w Sophienfeld, folwarku należącym do majątku Borzysławice koło Gościęcina, jako syn Thomasa Smyczka i Ulianny z domu Plachetka. Miał brata Theodora, urodzonego w 1835.
Smytzek zdobywał umiejętności malarskie w pracowni mistrza Franza Plachetki w Prudniku. Zaczął pracować poprzez przyjmowanie zleceń. W latach 1846–1850 studiował w Wiedniu. Po powrocie z Wiednia zamieszkał w Bytomiu, gdzie pracował przez następne 30 lat. W 1880 zamieszkał w Głogówku, przy współczesnej ul. Zamkowej, gdzie miał swoją pracownię i mieszkanie.
W 1894 zdiagnozowano u niego cholerę. Zmarł 22 października 1894. Wszystkie rzeczy artysty (w tym obrazy) z jego mieszkania i pracowni zostały na rozkaz władz miasta i policji publicznie spalone na placu przed cegielnią.

## Dzieła
W 1884 wykonał obraz świętego patrona w kościele św. Jakuba Starszego w Lubszy koło Bytomia. W kościele św. Bartłomieja w Głogówku zachowały się dwa obrazy jego autorstwa: rafaelowska „Madonna z Dzieciątkiem” i „Zdjęcie z krzyża”. W kościele Wniebowzięcia Maryi Panny w Biedrzychowicach w ołtarzu głównym znajduje się obraz przedstawiający Matkę Bożą unoszoną przez aniołów do Nieba. Inne jego dzieła znajdują się w kościele św. Jana Chrzciciela w Solcu koło Białej, w kościele św. Michała Archanioła w Piorunkowicach koło Prudnika i w Kamieńcu.